# Frederic Seaman
Frederick Stephen Seaman (Prayagraj, 2 gennaio 1906 – Hershey, 21 settembre 2000) è stato un hockeista su prato indiano.

## Palmarès

### Olimpiadi
- Oro a Amsterdam 1928 nell'hockey su prato.